# Keiji Furuya

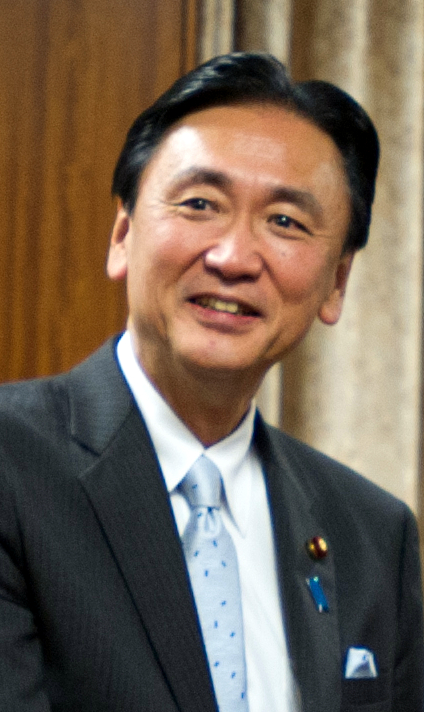
Keiji Furuya

Keiji Furuya (jap. 古屋 圭司 Furuya Keiji; * 1. November 1952 in Chiyoda, Präfektur Tokio als Matsumoto Keiji (松本 圭司)) ist ein japanischer Politiker (Liberaldemokratische Partei (LDP)→parteilos→LDP), Abgeordneter im Shūgiin, dem Unterhaus des nationalen Parlaments, für den 5. Wahlkreis der Präfektur Gifu und ehemaliger Minister (Polizei, Katastrophenschutz). 
Furuya, der Neffe von Tōru Furuya (Shūgiinabgeordneter, Minister) und Großneffe von Yoshitaka Furuya (Präfekturparlamentsabgeordneter in Gifu, Shūgiinabgeordneter), wurde in Tokio geboren, aber in der Stadt Ena im heimatlichen Gifu ins Familienregister eingetragen. Nach dem Besuch der angeschlossenen Oberschule studierte er an der Seikei-Universität in Musashino, wo er 1976 seinen Abschluss an der wirtschaftswissenschaftlichen Fakultät erwarb. Anschließend wurde er Angestellter des Versicherungsunternehmens Taishō Kaijō Kasai Hoken (heute: Mitsui Sumitomo Kaijō Kasai Hoken, englisch Mitsui Sumitomo Insurance).
1984 verließ er das Unternehmen und wurde Sekretär von Shintarō Abe, Shūgiinabgeordneter aus Yamaguchi und damals Außenminister. 1985 wurde er Sekretär seines Onkels und Adoptivvaters, Tōru Furuya, damals Selbstverwaltungsminister und Vorsitzender der Nationalen Kommission für Öffentliche Sicherheit. Zur Shūgiin-Wahl 1990 zog sich Tōru Furuya aus der Politik zurück, Keiji bewarb sich als LDP-Kandidat im damaligen viermandatigen Wahlkreis Gifu 2 um seine Nachfolge: Mit dem dritthöchsten Stimmenanteil hinter zwei Liberaldemokraten und vor zwei Sozialisten zog er erstmals ins Parlament ein. In der LDP schloss er sich der Abe-Faktion seines früheren Arbeitgebers an, der er danach bis zur Wahl des Parteivorsitzenden 1998 angehörte (danach: Kamei-Faktion, heute: ohne Faktion). Bei der Shūgiin-Wahl 1993 wurde er mit dem vierthöchsten Stimmenanteil und rund 6.000 Stimmen Vorsprung auf einen Herausforderer aus der Neuen Japan-Partei wiedergewählt.
Seit der Wahlrechtsreform kandidiert Furuya im neuen Einmandatswahlkreis Gifu 5, den er zunächst dreimal klar für die LDP gewann. 2005 stimmte er im Shūgiin gegen die von Premierminister Jun’ichirō Koizumi angestrebte Postprivatisierung und musste bei der resultierenden Neuwahl ohne LDP-Unterstützung antreten, die Partei stellte als „Attentäter“-Kandidaten den damals 30-jährigen Parteifunktionär Takaaki Wani auf. Aber Furuya verteidigte sein Mandat mit mehr als 30.000 Vorsprung auf Wani und zwei weitere Kandidaten. Ende 2006 kehrte Furuya in die LDP zurück. Bei der Shūgiin-Wahl 2009 gehörte der Wahlkreis Gifu 5 zu den Wahlkreisen, in denen die Kommunistische Partei auf eine Nominierung verzichtete: In einem Zwei-Kandidaten-Rennen gegen den Demokraten Yoshinobu Achiha unterlag Furuya um rund 14.000 Stimmen, gewann mit dieser vergleichsweise knappen Wahlkreisniederlage aber ein Verhältniswahlmandat im Block Tōkai. 2012 gewann er seinen Wahlkreis souverän zurück und verteidigte ihn durchgehend bis einschließlich 2024.
Während der großen Koalition war Furuya von 1995 bis 1996 (umgebildetes Kabinett Murayama) parlamentarischer Staatssekretär im Justizministerium. Häufiger in Führungsfunktionen in Partei, Parlament und Regierung wurde er in den 2000er berufen: 2000 war er Vorsitzender im Shūgiin-Ausschuss für Handel und Industrie (shōkō iinkai), 2002 bis 2003 Vorsitzender im Kultur- und Wissenschaftsausschuss. Dazwischen war er von 2001 bis 2002 (Kabinett Koizumi I) Vizeminister im neu geschaffenen Wirtschafts- und Industrieministerium. In der LDP war er unter anderem Vizevorsitzender des PARC (2000–2001 und 2007–2008) und Vizegeneralsekretär (2003–2004).
Im Dezember 2012 berief ihn Shinzō Abe als Vorsitzender der Nationalen Kommission für Öffentliche Sicherheit und Minister für besondere Aufgaben beim Kabinettsamt (Katastrophenschutz) in sein zweites Kabinett, er ist außerdem für die Entführungsproblematik zuständig und übernahm die neue Zuständigkeit für kokudo kyōjinka (国土強靱化, etwa „Stärkung der Zähigkeit des Landes“), mit der die Infrastrukturmaßnahmen zum Katastrophenschutz nach dem gleichnamigen Gesetz koordiniert werden sollen. Bei einer Kabinettsumbildung im September 2014 wurde er durch Eriko Yamatani abgelöst. Von 2017 bis 2018 führte Furuya den Shūgiin-Geschäftsordnungsausschuss.
Seit 2017 ist Furuya als Nachfolger von Takeo Hiranuma Vorsitzender der Nippon Kaigi Kokkai giin kondankai, der Nationalparlamentsabgeordneten-Parlamentariergruppe der gesellschafts- und verfassungspolitisch ultrakonservativen Nippon Kaigi.